# 5-nonanamina
La 5-nonanamina es una amina primaria con fórmula molecular C9H21N.
- Datos: Q5652535